# 이재호 (역사가)
이재호(李載浩, 1920년 12월 26일 ~ 2016년 11월 6일)는 대한민국의 역사학자이자 교육자이다. 부산대학교 사학과 교수로 재직하다 1985년 정년 퇴임하였다. 《삼국사기》, 《삼국유사》 등의 한문 고전을 한국어로 번역하였다.

## 생애

### 어린 시절과 한문 공부
이재호는 1920년 12월 26일(음력 11월 17일) 경남 함안군 대산면 옥열리에서 이현욱(李鉉郁)과 광주 안씨(廣州安氏)의 1남 6녀중 막내로 태어났다. 그의 할아버지는 구한말 여러 차례 과거에 응시했으나 끝내 합격하지 못하였는데, 이재호의 아버지는 이를 평생 한스럽게 여겨 일찍부터 그에게 한문을 배우게 했다. 대산(代山) 보통학교에 다니던 시절부터 《천자문》, 《동몽선습》을 배우기 시작하였고, 보통학교 졸업 후에는 만암(晩岩) 안병렬(安秉烈)에게 《통감절요》를 배웠다. 12살 때부터는 회천(晦泉) 조형규(趙亨奎) 문하에서 《통감절요》, 《논어》, 《대학》, 《맹자》를 공부했다. 조형규는 뜻을 먼저 해석해 주지 않고 스스로 자전(字典)을 찾고 구두점을 찍어가며 공부하게 하였는데, 그는 이때 《통감절요》를 읽으며 문리(文理)를 깨우쳤다. 13살이던 1932년 겨울 이재호는 18살 순흥 안씨(順興安氏) 숙이(淑伊)와 결혼하였다. 이는 당시 칠순의 고령으로 생전에 손자를 보고싶어한 그의 아버지의 명령에 의한 것이었다. 14살 때는 회산(晦山) 안정려(安鼎呂)에게 가서 《중용》, 《시경》을 배웠다. 안정려에게서 《역경》을 배우고 있던 1936년 겨울 아버지가 세상을 떠났다. 이후 집으로 돌아와 10년 동안 가장으로 농사일을 돌보며 여가에는 《역경》, 《사기》, 《속강목》, 《장자》, 《초사》 등을 읽었다.

### 대학 진학과 이후의 삶
광복이 되던 해인 1945년 9월 어머니도 지병으로 세상을 떠났다. 광복 후 신지식을 공부하고 싶어 1947년 상경하여 대학 진학을 시도하였다. 중고등학교 과정을 마치지 않은 그는 우여곡절 끝에 서른 살이던 1949년 동국대학교에 선과생(選科生)으로 입학했다. 이듬해 한국 전쟁이 발발했다. 각 대학들은 임시 수도 부산에서 수업을 했는데, 그는 가정 형편 때문에 복학하지 못하고 친구의 주선으로 마산고등학교에 국사 담당 강사로 취직하였다. 이후 1953년 동국대학교 사학과를 졸업하고 같은 해 7월 마산고등학교 정식 교사가 되었다. 당시 그의 제자로는 강만길(姜萬吉), 민병수(閔丙秀), 이만열(李萬烈), 노재봉(盧在鳳) 등이 있다.
1955년 부산고등학교로 직장을 옮겼고, 39살이던 1958년 5월 부산대학교 사학과 전임강사가 되었다. 이후 1985년 정년 퇴임할 때까지 교수로 근무하였다. 1987년부터 1989년까지는 정신문화연구원 객원교수로 일하였고, 1992년에는 부산대학교 명예교수가 되었다. 1995년 7월 부산대학교에서 명예 문학박사 학위를 받았다.

## 저서
- 한국사의 비정(批正) (1985년, 우석출판사)
- 조선정치제도연구 (1995년, 일조각)
- 한국사의 천명(闡明) (1996년, 집문당)
- 개증(改增) 한국사의 비정 (1996년, 집문당)
- 창주산문집(滄洲散文集) (2003년, 집문당)
- 조선사 3대 논쟁 (2008년, 역사의아침), ISBN 978-89-93119-03-9

## 역서
- 삼국유사 (1997년, 솔) (전2권)
- 삼국사기 (1997년, 솔) (전3권)
- 금오신화 외 (1998년, 솔)
- 국역 서애전서(西厓全書) (2001년, 서애선생기념사업회) (전7권)
- 국역 망우선생문집(忘憂先生文集) (2002년, 집문당)